# Cybill Shepherd

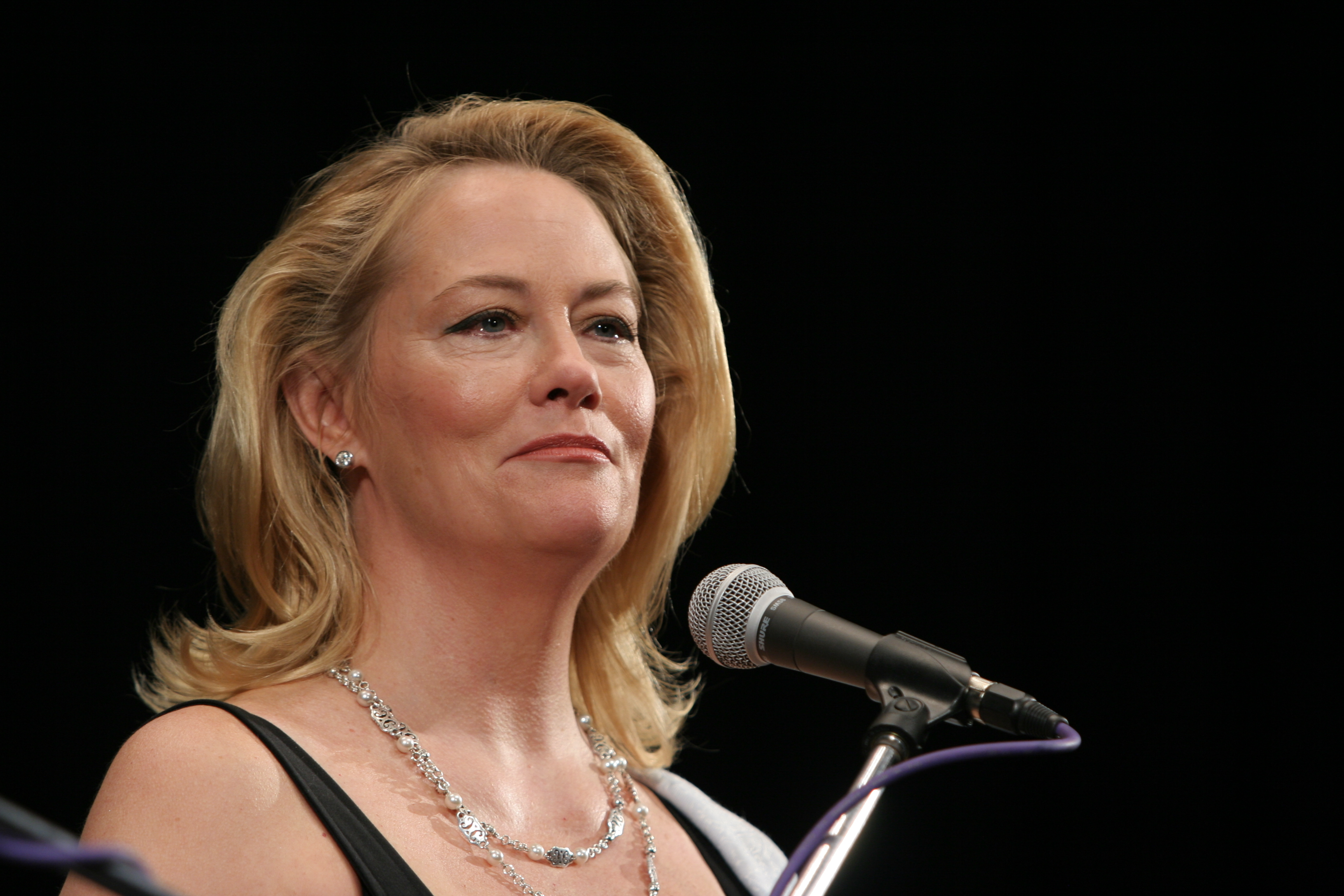
Cybill Shepherd

Cybill Lynne Shepherd (n. 18 februarie 1950, Memphis, Tennessee, SUA) este o actriță și cântăreață americană.

## Date biografice
La vârsta de 16 câștigă la un concurs de frumusețe titlul de „Miss-Teenage-Memphis” după care lucrează ca fotomodel. În 1971 joacă rolul principal în filmul „The Last Picture Show”, iar în 1972 joacă în comedia „The Heartbreak Kid”. Ambele filme au avut succes în rândul publicului spectator. Au urmat o serie de filme ca „Taxi Driver”, Maddie și David, „Cybill” și „The L Word”. Cybill Shepherd a fost de două ori căsătorită și are trei copii. Fiica ei Clementine Ford (n. 1979) a jucat în filmul „The L Word”.

## Filmografie
- 1971 Ultimul spectacol cinematografic (The Last Picture Show), regia Peter Bogdanovich
- 1972 The Heartbreak Kid, regia Elaine May
- 1974 Daisy Miller, regia Peter Bogdanovich
- 1975 At Long Last Love, regia Peter Bogdanovich
- 1976 Șoferul de taxi (Taxi Driver), regia Martin Scorsese
- 1976 Special Delivery, regia Paul Wendkos
- 1977 Aliens From Spaceship Earth (docu)
- 1978 Silver Bears, regia Ivan Passer
- 1979 The Lady Vanishes, regia Anthony Page
- 1979 Americathon, regia (Neal Israel)
- 1980 The Return, regia Greydon Clark
- 1985 Lunga vară fierbinte (The Long Hot Summer), regia Stuart Cooper
- 1989 Chances Are
- 1990 Texasville, regia Peter Bogdanovich
- 1990 Alice, regia Woody Allen
- 1991 Picture This: The Times of Peter Bogdanovich in Archer City, Texas (documentar)
- 1991 Married to It, regia Arthur Hiller
- 1992 Once Upon a Crime..., regia Eugene Levy
- 1995 The Last Word, regia Tony Spiridakis
- 1999 The Muse, regia Albert Brooks
- 2000 Marine Life, regia Anne Wheeler
- 2003 Easy Riders, Raging Bulls: How the Sex, Drugs and Rock 'N' Roll Generation Saved Hollywood (documentar)
- 2004 Signs and Voices
- 2006 Open Window, regia Mia Goldman
- 2006 Hard Luck, regia Mario Van Peebles
- 2009 Barry Munday, regia Chris D'Arienzo
- 2009 Another Harvest Moon, regia Greg Swartz
- 2009 Listen to Your Heart, regia Matt Thompson
- 2010 4Chosen , regia Jon Doscher (docu)
- 2010 Expecting Mary, regia Dan Gordon